# Veni, vidi, vici

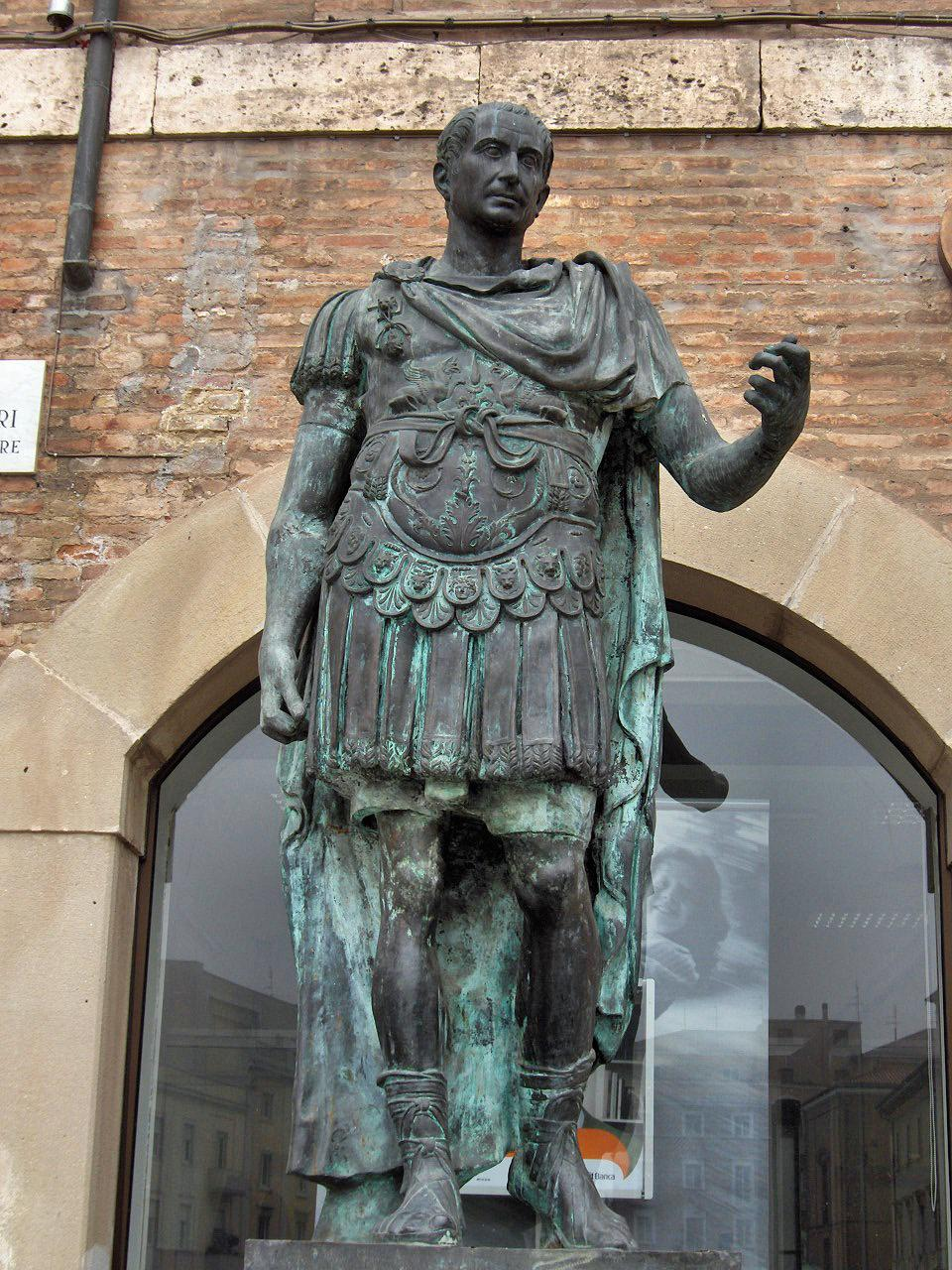
Caesar bronzszobra Riminiben

Veni, vidi, vici az egyik legismertebb latin nyelvű szállóige, jelentése: „Jöttem, láttam, győztem.” A hagyomány szerint mindössze ennyit tartalmazott Julius Caesar senatusnak küldött hadijelentése a Kr. e. 47-ben II. Pharnakész pontoszi király felett aratott győzelemről a Zelai csatában.
Az üzenet tömör határozottságával Caesar a győzelem nagyságát akarta érzékeltetni és egyben saját katonai tehetségét és fölényét a senatusszal és vetélytársaival szemben. A Római Köztársaság végvonaglása, a római polgárháború ekkor még folyt, és Caesar későbbi győzelme máig ható nyomatékot adott a szavaknak. [forrás?]
A szállóigében szereplő három igealak praesens perfectum igeidőben áll, mindhárom ige rendhagyóan képzi ezt az alakját. A praesens perfectum a klasszikus latin nyelv leggyakrabban használatos múlt ideje volt.

## Latin szállóigék
- Latin szállóigék